# 尼古拉·涅日丹诺夫
尼古拉·尼基福罗维奇·涅日丹诺夫中尉（俄语：Николай Никифорович Нежданов，1913年—1937年11月22日），父名有时音译为尼基弗洛维奇，是一位苏联航空兵，在中国抗日战争期间加入苏联援华飞行队，到南京参与对日空战，期间被三架日本战斗机击落，为飞行队首位阵亡者。涅日丹诺夫获列入中华人民共和国著名抗日英烈和英雄群体名录。

## 生平
涅日丹诺夫在1913年生于俄罗斯城市伊尔比特（当时隶属彼尔姆省伊尔比茨克区），母亲名为芭拉斯科维娅·戈尔杰耶夫娜·涅日丹诺娃。根据涅日丹诺夫生前的家庭照片，他是家中独子。1937年8月21日，为了支援中国抗日战争，苏联政府与中国签订《中苏互不侵犯条约》，为中国提供经济和军事援助，并派出苏联援华飞行队，不过名义上保持中立。涅日丹诺夫参加了航空飞行队，担任歼击航空兵，并在1937年10月随部队前往中国西北地区，准备对日作战。
1937年11月22日，苏联援华飞行队在南京市上空与侵华日军展开空战，成功击落一架日军战斗机、击毙一名日军航空兵。这场空战既是作为南京保卫战前哨战，也是航空飞行队在中国参与的第一场战事。当天，涅日丹诺夫驾驶的新式苏制战斗机被三架日本战斗机攻击，最终遭到击落，在玄武区中央陆军军官学校校园内坠毁。他随之身亡，为苏联援华飞行队第一位阵亡者，终年24岁，当时军衔为中尉。

## 纪念及荣誉
涅日丹诺夫战死沙场的消息到翌年（1938年）才传回家乡，当时他母亲仍然在世，得知儿子死讯后悲痛欲绝，后来在斯维尔德洛夫斯克（现称叶卡捷琳堡）普希金大街度过余生。
涅日丹诺夫阵亡后获得苏联最高苏维埃的表彰，并在1938年获苏联国防部追授红旗勋章。不过，中国大陆学术界从来不知道苏联与日本在1937年11月22日南京上空爆发过空战，所以一直没有人知道涅日丹诺夫的事迹。直至2015年，南京地方志办公室的学者终于发现这场战事的存在，并且发现这是苏联援华飞行队首次参战，由此衍生的档案研究才令涅日丹诺夫这名字为人所知。此后，涅日丹诺夫的名字被刻在南京抗日航空烈士纪念馆的纪念碑上。涅日丹诺夫也在中华人民共和国民政部2015年8月公布的第二批著名抗日英烈和英雄群体名录榜上有名。
伊尔比特人文历史博物馆收藏了一批关于涅日丹诺夫生平事迹的文献档案，馆方在2015年6月把这批档案捐赠予南京抗日航空烈士纪念馆。